# Les Dents du singe
Pour plus de détails, voir Fiche technique et Distribution.
Les Dents du singe est un court métrage d'animation français réalisé par René Laloux en 1960, pour Les Films Paul Grimault.

## Synopsis
C'est l'histoire d'un homme qui va chez le dentiste pour se faire arracher une dent mais qui ignore que le dentiste vole les dents des pauvres pour les donner aux riches.

## Fiche technique
- Titre français : Les Dents du singe
- Titre international : Monkey's Teeth
- Réalisation : René Laloux
- Scénario : Jean Oury, Félix Guattari
- Animation : Julien Pappé
- Musique : Maurice Ohana, musiciens dirigés par Ivo Malec
- Société de production : Les Films Paul Grimault
- Genre : Animation
- Sortie : 1960
- Durée : 11 minutes

## Production
René Laloux réalise ce court métrage en collaboration avec les patients de la clinique psychiatrique de Cour-Cheverny, où il travaille alors.

## Récompenses
- Ducat d'or au Festival international du film de Mannheim-Heidelberg
- Prix Émile-Cohl